# Panamski urlikavac
Panamski urlikavac (lat. Alouatta palliata coibensis; sin.: Alouatta coibensis) je podvrsta majmuna A. palliata iz porodice hvataša, koji je endem države Paname.

## Opis
Ne zna se previše podataka o načinu života ovog hvataša. Najčešće vrijeme provodi sam ili u manjim grupama, najčešće sastavljenih od šest jedinki različitog spola. Hrani se lišćem i ostalim biljnim dijelovima.

## Taksonomija
Iako se općenito navodi kao zasebna vrsta, prema nekim istraživanjima mitohondrijske DNA zapravo je podvrsta ogrnutog urlikavca. Posebna je vrsta zbog toga što ima nabore na koži i drukčija stopala nego ogrnuti urlikavac.

### Podvrste
Panamski urlikavac ima dvije podvrste koje se razlikuju po boji krzna. To su:
- Alouatta coibensis coibensis Thomas, 1902 - živi na otocima Coiba i Jicaron.
- Alouatta coibensis trabeata Lawrence, 1933 - živi na poluotoku Azuero.